# 雜色松鼠
雜色松鼠（學名：Sciurus variegatoides）是松鼠屬的一種中型松鼠，生活在墨西哥以南的中美洲地區。

## 特征
其頭身長260 mm（10.2英寸），尾巴和頭身長度大致相等，體重約500克（18盎司）。它有許多顏色不同的亞種。

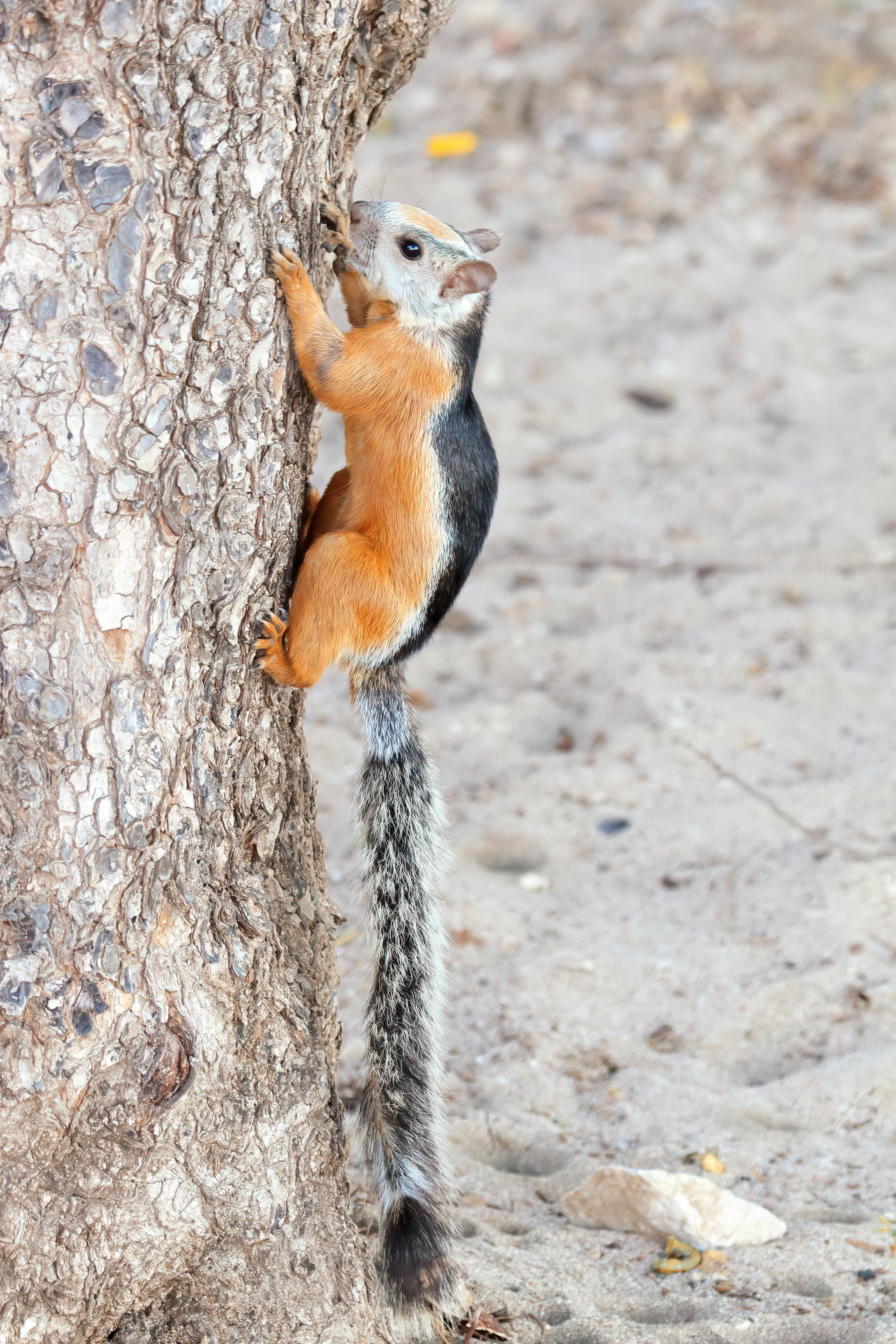
S. v. atrirufus，哥斯達黎加
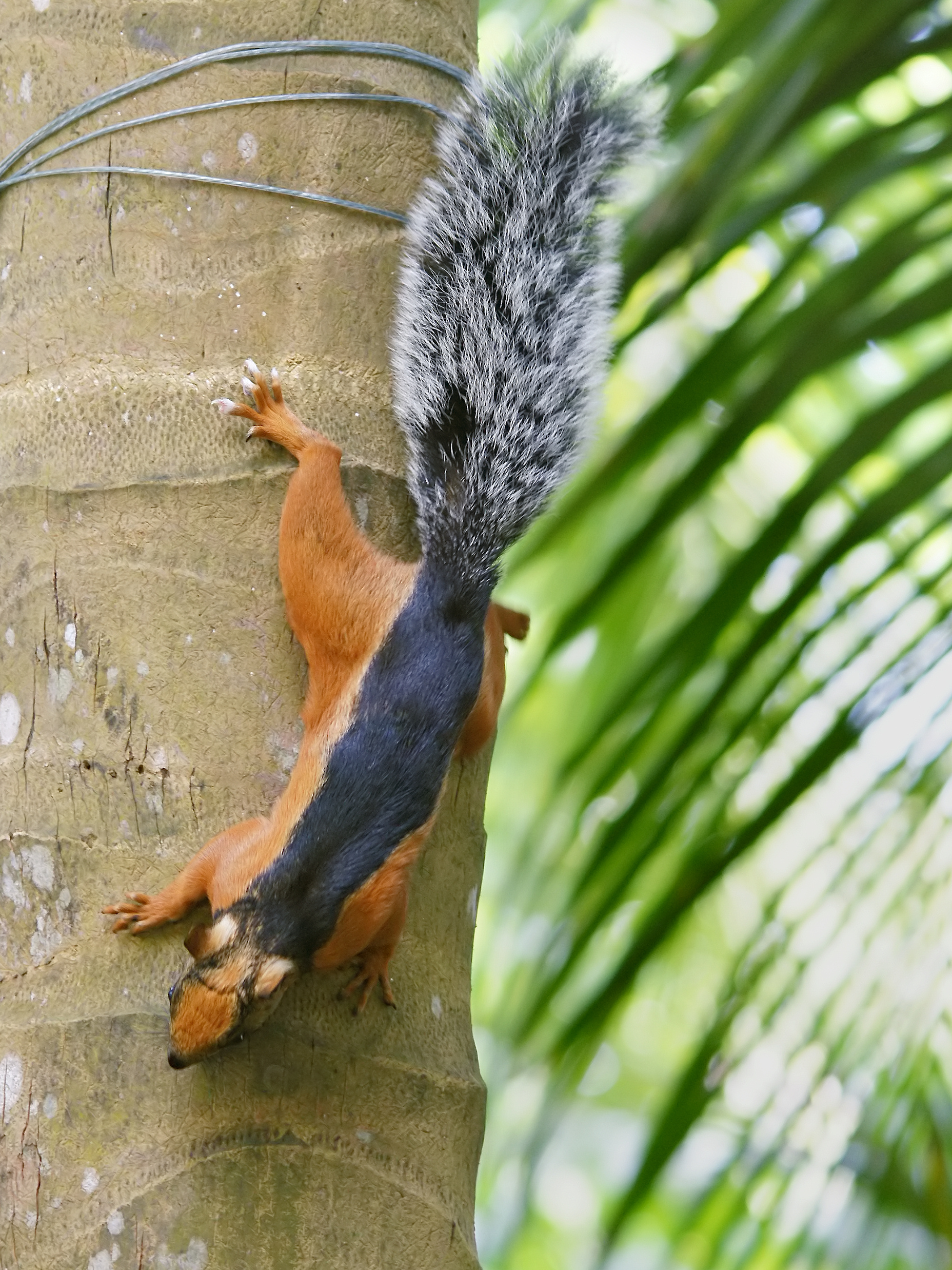
S. v. atrirufus，哥斯達黎加
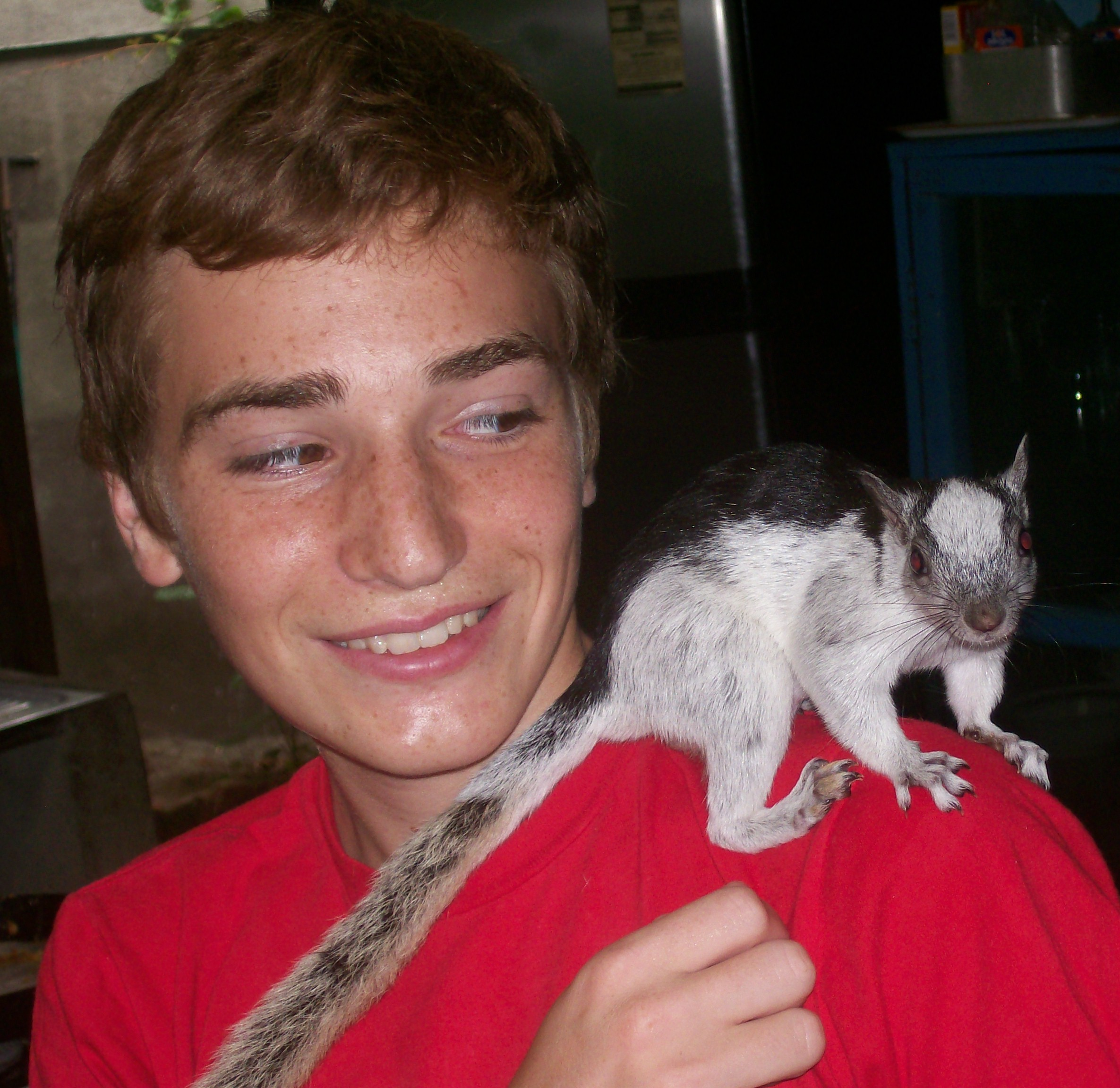
S. v. dorsalis，尼加拉瓜

## 習性
它生活在中美洲低海拔（1,800（5,900英尺）以下）的落葉林、常綠林、次生林和種植園中，吃果實和種子，是一種農業害獸。

## 病毒
2015年，名為“VSBV-1”（variegated squirrel 1 bornavirus）的玻那病毒發現於德國東部人們飼養的雜色松鼠身上，會導致腦炎，可能有三人因此喪生。2016年的研究發現西德的松鼠身上也有這種病毒，但並不確定這種病毒是否是源自德國。

## 外部連接
- Sciurus variegatoides in Laguna de Apoyo Nature Reserve, Nicaragua, 2011-06-16 （页面存档备份，存于）
- Animal Rescue in Laguna de Apoyo Nature Reserve, Nicaragua, 2013-04-01 （页面存档备份，存于）
- Animal Rescue in Laguna de Apoyo Nature Reserve, Nicaragua, 2017-07-01 （页面存档备份，存于）